# Rödån
Rödån är en bebyggelse i Habo kommun, Jönköpings län. SCB klassade den som en separat småort från 1990 till 2000. Området avgränsades tillsammans med bebyggelsen norr och söder om Rödån till en tätort 2015 som omfattade bebyggelse i Rödån samt tidigare småorterna Björnhult, Grönestad och Hästebäcken och Nätebäcken belägna i Brandstorps socken. 2023 avgränsades Rödån med området norr därom till en småort benämnd Rödån där Nätebäcken inte ingick då denna del samtidigt avgränsades till en separat småort   

## Befolkningsutveckling
| Befolkningsutvecklingen i Rödån 2015–2020                                                                   | Befolkningsutvecklingen i Rödån 2015–2020 | Befolkningsutvecklingen i Rödån 2015–2020 | Befolkningsutvecklingen i Rödån 2015–2020 | Befolkningsutvecklingen i Rödån 2015–2020 |
| --- | ----------------------------------------- | ----------------------------------------- | ----------------------------------------- | ----------------------------------------- |
| |                                           |                                           |                                           |                                           |
| År |                                           |                                           | Folkmängd                                 | Areal (ha)                                |
| 2015 | 2015                                      |                                           | 272                                       | 122                                       |
| 2020 | 2020                                      |                                           | 276                                       | 121                                       |
| Anm.: Ny tätort 2015, delar fanns tidigare som Nätebäcken och småorten Björnhult, Grönestad och Hästebäcken |                                           |                                           |                                           |                                           |